# Лысогорская
Лысого́рская — станица в составе Георгиевского района (городского округа) Ставропольского края Российской Федерации.

## География
Станица расположена в 17 км к западу от города Георгиевска у подножия горы Лысой (высота 739 м), от названия которой и произошло название станицы. Рельеф — равнина. Природные ресурсы представлены плодородными почвами. Рядом со станицей находится лесной массив, являющийся частью природного заказника «Дебри». Протяженность станицы составляет 7 км. Расположена у автотрассы Пятигорск — Георгиевск. До железнодорожной станции Виноградная 17 км.

## История
Лысогорская была основана 21 сентября 1821 года на противоположном нынешнему месту высоком берегу Подкумка и лишь через несколько десятилетий, в середине XIX века, переселилась к подножью горы Лысой. Сейчас от старой станицы остались лишь вросшие в землю каменные кресты кладбища, на некоторых из которых ещё можно прочитать имена умерших. 
До 10 января 1943 года станица оккупирована немецкими войсками.
В июне 2016 года подтоплена из-за ливней.
До 2017 года станица образовывала упразднённое сельское поселение станица Лысогорская.

## Население
| 1865    | 1871    | 1882    | 1890    | 1896    | 1911    | 1914    | 1979    | 1989    |
| ------- | ------- | ------- | ------- | ------- | ------- | ------- | ------- | ------- |
| 2600    | ↘2373   | ↗2774   | ↗3264   | ↗3404   | ↗4699   | ↗6097   | ↗6438   | ↗7986   |
| 2002    | 2010    | 2011    | 2012    | 2013    | 2014    | 2015    | 2016    | 2017    |
| ↗10 039 | ↗11 174 | ↗11 177 | ↗11 199 | ↗11 206 | ↗11 244 | →11 244 | ↗11 266 | ↘11 198 |
| 2021    | 2023    |         |         |         |         |         |         |         |
| ↗11 220 | ↘11 200 |         |         |         |         |         |         |         |

Национальный состав
По итогам переписи населения 2010 года проживали следующие национальности (национальности менее 1 %, см. в сноске к строке «Другие»):
| Национальность | Численность | Процент |
| -------------- | ----------- | ------- |
| Русские        | 6969        | 62,37   |
| Армяне         | 3374        | 30,20   |
| Езиды          | 300         | 2,68    |
| Азербайджанцы  | 142         | 1,27    |
| Другие         | 389         | 3,48    |
| Итого          | 11 174      | 100,00  |

## Планировка
Заложена в 1848 году, протяжённостью 8 км по долине Подкумка, площадь около 1200 га. Западная часть имеет хаотичную застройку старой станицы, центральная — прямоугольную застройку с микрорайоном двухэтажных домов, восточная — разреженную, хуторскую.

## Инфраструктура
- Сельский дом культуры. Открыт 31 декабря 1961 года[5] (по другим данным 22 октября[27])
- Сельская библиотека. Открыта 15 марта 1927 года[28]
- Больница
- По левую сторону от трассы Георгиевск — Пятигорск, в 150 м от развилки на станицу Лысогорскую, расположено открытое кладбище площадью 55 155 м². В границах станицы имеется ещё одно открытое кладбище площадью 49477 м² (участок находится примерно в 1 км от ориентира по направлению на юго-запад)[29].

## Образование
- Детский сад № 17 «Журавушка». Открыт 14 февраля 1963 года[30]
- Детский сад № 22 «Радуга». Открыт 31 декабря 1968 года[31]
- Средняя общеобразовательная школа № 15[32]
- Детская школа искусств. Открыта в 1969 году как детская музыкальная школа. В 1985 году построено новое здание музыкальной школы. С 1992 года современное название[33].

## Экономика
- СПК-колхоз «Подкумок»

## Средства массовой информации
- Газета «Станица моя — Лысогорская». Основана в 2006 году, выходила ежемесячно, распространялась. С 2017 года не выходит.

## Религия

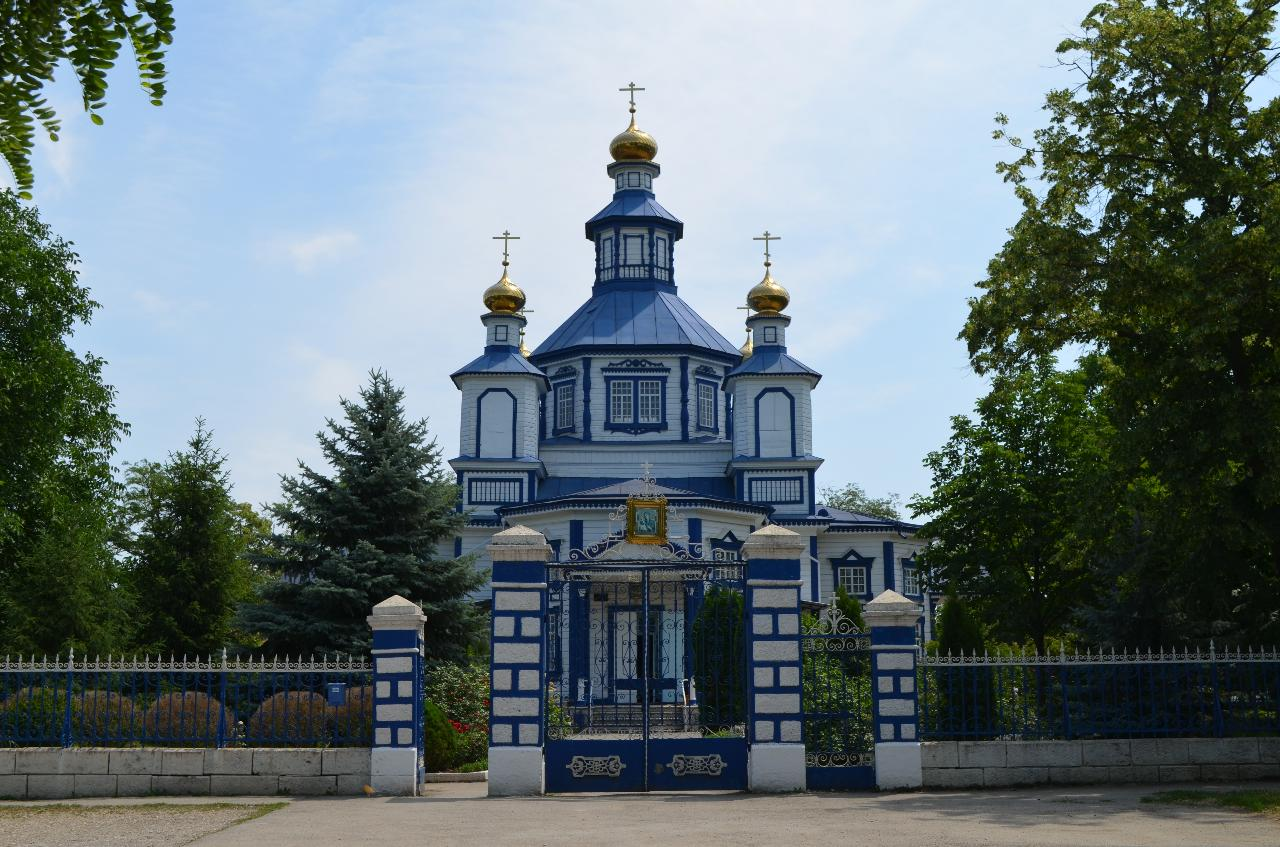
Церковь Рождества Пресвятой Богородицы в станице Лысогорская

- Церковь Рождества Пресвятой Богородицы[34]

Деревянная церковь в станице была построена воронежскими мастерами без единого гвоздя в 1875—1877 годах на «шкуре барана»: из хорошо выделанной шкуры нареза́ли тонкий шнур и опоясывали им место, которое сейчас занимает церковный двор.
Казаки-станичники спасли храм от разрушения в 1937 году, возродили в годы Великой Отечественной войны, добивались статуса исторического памятника в разгар хрущевской «оттепели» (1960—1965 годы), когда началась очередная волна борьбы с религией. До наших дней храм сохранился практически в первозданном виде.

## Люди, связанные со станицей
- Емец Валентина Лаврентьевна (1923) - участница Великой Отечественной войны 1941-1945гг., награждена орденами Отечественной войны II степени, Красной Звезды, Славы  II и III степеней[31]

## Памятники
- Могила коммунистов Борщакова П. М., Водобшина Е. В. и уполномоченного ОГПУ Боша[35]
- Памятник В. И. Ленину. 1965 год[36]
- Братская могила воинов, погибших в годы гражданской и Великой Отечественной войн. 1969 год[37]